# 레카피에우
레카피에우(베트남어: Lê Khả Phiêu, 黎可漂, 여가표, 1931년 12월 27일 ~ 2020년 8월 7일)는 베트남의 군인이자 정치인으로, 1997년 ~ 2001년 베트남 공산당 서기장을 지냈다.

## 인물과 경력
레카피에우는 타인호아 성의 유복한 집안 출신으로, 1945년 지방의 비엣민 운동에 참여하였다. 1949년 인도차이나 공산당에 가입하였다. 1950년 베트남 인민군 (Quân Đội Nhân Dân Việt Nam／軍隊人民越南) 에 입대했으며, 제66연대 제304대대에서 일반 병사에서 점차 승진해 대대 정치위원, 1954년 ~ 1958년 제66연대 부정치위원, 정치위원, 정치주임을 지냈다.
1961년 ~ 1966년 제304사단에서 참모부장, 참모총장, 제304사단 제9연대 공동 정치위원, 정치위원 겸 연대장을 지냈으며, 1967년 찌티엔 (Trị Thiên)에서 같은 제9연대에 배속되어 연대 정치위원을 맡았다. 1968년 찌티엔 군구 조직 부장, 1970년 찌티엔 군구 정치 주임을 맡았다.
1974년 베트남 인민군대 제2군단이 설립되었을 때, 군단 정치부 주임에 임명되었으며, 계급은 중령이 되었다. 1978년 제9군구 부정치위원 겸 정치 위원, 그 이후 정치 담당 부사령을 거쳐 대좌가 되었으며, 제9구 위원회 부비서 지위를 겸하였다.
1984년 소장으로 승진하였으며, 캄보디아 주둔 베트남 지원군 (코드명: 719 전선)에서 정치 주임을 맡고, 그 이후 정치 담당 부사령 겸 정치 주임, 군사령부 총무위원회 부비서를 맡았다. 1988년 중장으로 승진과 함께 정치총국 주임에 임명되었고, 1989년 캄보디아에서 베트남 인민군의 철수를 지휘하였다. 1991년 베트남 인민 정치총국 주임에 임명되었고, 다음 해 상장 계급으로 승진하였다.
1996년 베트남 제8차 당대회에서 정치국 위원, 정치국 상무위원에 선출되었고, 1997년 제8기 당 중앙집행반 제4차 총회에서 당 중앙집행반 총비서에 선출되었다. 제9기, 제10기 국회에서 의원으로 선출되었다. 2001년 제9차 당 대회에서 서기장 직에서 물러났다.